# Purcell Room
La Purcell Room è una sala da concerto che fa parte del Southbank Centre, uno dei più importanti centri culturali di Londra. Essa ha preso il nome del compositore inglese del XVII secolo Henry Purcell ed ha una capienza di 370 posti.
La Purcell Room ospita spettacoli di musica da camera, jazz, mimo e recitals di poesia. L'accesso avviene dallo stesso foyer che conduce alla Queen Elizabeth Hall, facilmente accessibile dalla terrazza superiore della Royal Festival Hall.
Nel contesto del Southbank Centre essa è la più piccola delle tre sale da concerto in esso ospitate. La Queen Elizabeth Hall e la  Royal Festival Hall hanno invece una capacità molto maggiore ed ospitano concerti di musica sinfonica, musica contemporanea e musica moderna.

La Purcell Room venne costruita negli anni cinquanta contemporaneamente agli altri edifici del Southbank Centre e come gli altri è realizzata in calcestruzzo faccia vista.

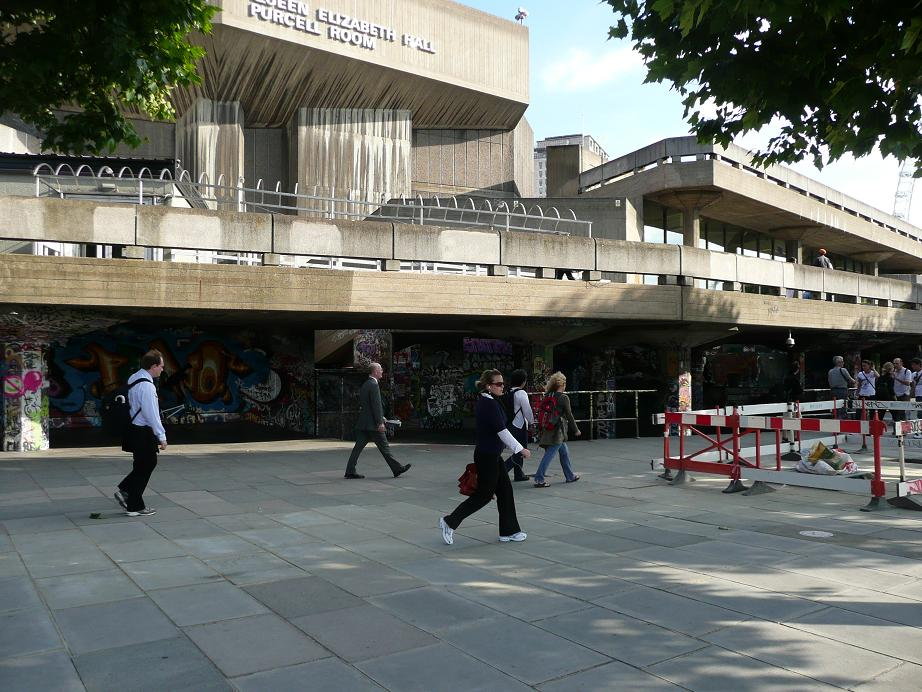
Ingresso della Purcell Room